# Keye/Donna/Pearlstein
Keye/Donna/Pearlstein (K/D/P) var 1968–1991 en amerikansk reklambyrå med huvudkontor i Los Angeles.
KDP grundades 1968 av Paul Keye, Mario Donna och Leonard Pearlstein. De gjorde under den första tiden annonser för i Nixons framgångsrika presidentsvalskampanj. Året därpå, i december 1969, fick man Peace Corps reklamkonto och ersatte därmed Young & Rubicam.
KDP var inledningsvis främst en regional byrå för den amerikanska västkusten, men började under början av 1980-talet ta nationella kunder. År 1988 öppnade man ett kontor i New York.
1983–1987 var man byrå för Microsoft och var således den reklambyrå som fick introducera Microsoft Word och Microsoft Windows. Man skapade även antidrogfilmen This Is Your Brain on Drugs från 1987.
Från 1985 var man amerikansk byrå för japanska biltillverkaren Suzuki och deltog i lanseringen av deras bil Suzuki Samurai. Lanseringen var framgångsrik, men stötte på problem under 1988 när Consumer Reports krävde att bilen skulle återkallas. Försäljningen tog tvärt stopp vilken drabbade byrån hårt.
Efter en tids nedgång lämnade Donna byrån under 1990. I februari 1991 stängde byrån helt. En del köptes upp och slogs ihop med Seattle-baserade byrån Livingston & Co. Paul Keye fick en ledande position i den sammanslagna byrån som fick namnet Livingston & Keye.

## Kunder
- Peace Corps (1969–)
- Lone Star Brewing Company (1980–)[7][8]
- Continental Airlines (1982–)[7][9]
- Microsoft (1983–1987)[10][11]
- Suzuki (1985–1989)[12][13]
- Tomy (1985–)[12]
- Partnership for a Drug-Free America (1987–)[14]
- Del Taco (–1988)[7][15][16]
- California Department of Health Services (1990–)[17]

Denna lista hämtas från Wikidata. Informationen kan ändras där.